# X++
X++ – język programowania wykorzystywany w rodzinie systemów ERP II Microsoft Dynamics AX Axapta. Oparty składniowo na C#, poszerzony między innymi o obiektową obsługę baz danych, raportów i formularzy oraz komendy SQL.